# Via Cabaret
Pour plus de détails, voir Fiche technique et Distribution.
Via Cabaret est un film muet américain réalisé par Wallace Reid et sorti en 1913.

## Fiche technique
- Titre : Via Cabaret
- Réalisation : Wallace Reid
- Scénario : Hal Reid
- Photographie :
- Montage :
- Producteur :
- Société de production : American Film Manufacturing Company
- Société de distribution : Mutual Film
- Pays d'origine :  États-Unis
- Langue : film muet avec les intertitres en anglais
- Format : Noir et blanc — 35 mm — 1,33:1 — Muet
- Genre : Film dramatique
- Durée : 10 minutes
- Dates de sortie : 
  -  États-Unis : 7 juin 1913

## Distribution
- Wallace Reid : Harry Reeder
- Vivian Rich : Vail,, la chanteuse de cabaret
- George Field : le présumé ami de Harry
- Chester Withey : le père d'Harry